# Tōichirō Kinoshita
Tōichirō Kinoshita (木下 東一郎?, Kinoshita Tōichirō; Tokyo, 23 gennaio 1925 – Amherst, 23 marzo 2023) è stato un fisico giapponese.

## Biografia
Si laureò in fisica nel 1952 all'università di Tokyo, poi seguì un corso di specializzazione di due anni all'Institute for Advanced Studies di Princeton e di un anno alla Columbia University. Dal 1954 ha insegnato fisica alla Cornell University, prima come assistente, poi come professore associato e dal 1960 come professore titolare di cattedra. Nel 1962-63 ha lavorato, tramite una Ford Fellowship, al CERN di Ginevra.
Nel 1995 si ritirò dall'insegnamento alla Cornell University con il titolo di professore emerito. In seguito ha collaborato saltuariamente con l'università di Tokyo, con il CERN e con la High Energy Accelerator Research Organization (KEK) giapponese.
Kinoshita è noto per aver calcolato con altissima precisione i valori fondamentali dell'elettrodinamica quantistica, che hanno permesso di formulare la teoria elettrodebole e di apportare correzioni al modello Standard della fisica delle particelle. Negli anni Settanta lavorò nei settori della cromodinamica quantistica e della spettroscopia con i mesoni quarkonium.

## Premi ed onorificenze
- Guggenheim Fellowship (1973 e 1974)
- Premio Sakurai per la fisica delle particelle (1990)
- Membro della National Academy of Sciences (dal 1991)